# IV Congreso del Partido Obrero Socialdemócrata de Rusia

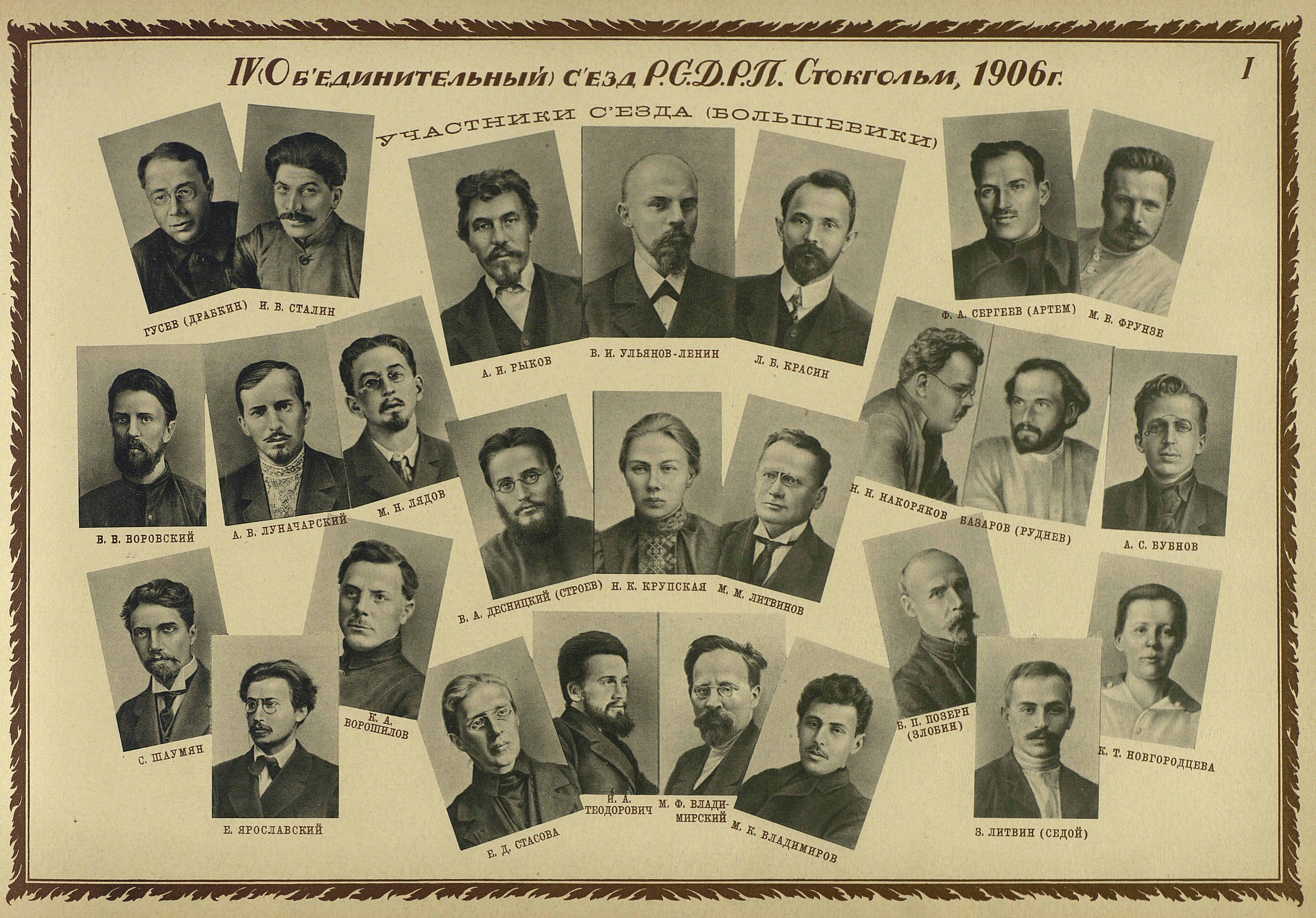
Delegados bolcheviques al IV Congreso del POSDR. Entre ellos Mijaíl Frunze, Mijaíl Kalinin, Nadezhda Krúpskaya, Lenin, Anatoli Lunacharski, Fiodor Serguéiev (Artyom), Stepán Shaumián, Iván Skvortsov-Stepánov, Iósif Stalin, Kliment Voroshílov y Vátslav Voróvsky.

El IV Congreso del Partido Obrero Socialdemócrata de Rusia (POSDR) tuvo lugar en Estocolmo (Suecia), entre el 10 y el 25 de abril y el 23 de abril y el 8 de mayo de 1906.
A él asistieron 112 delegados con derecho a voto, de 57 organizaciones; 22 delegados con voz 13 organismos consultivos y 12 representantes de la Socialdemocracia del Reino de Polonia y Lituania, el Partido Socialdemócrata Obrero Letón, la Unión General de Trabajadores Judíos de Lituania, Polonia y Rusia (Bund) y las organizaciones socialdemócratas nacionales de Ucrania y Finlandia. Por afiliación a facciones, 62 pertenecían a los mencheviques, y 46 a los bolcheviques. Un pequeño número de votos decisivos eran conciliadores (el llamado "Centro"). El predominio de los mencheviques en el congreso determinó el carácter de la mayoría de sus decisiones.

## Programa agrario
La cuestión principal en torno al cual se desarrolló el congreso fue la revisión del programa agrario del partido. Los portavoces sobre esta cuestión fueron, por los bolcheviques, Lenin, y pro los mencheviques "John" (Piotr Máslov). El proyecto de programa agrario bolchevique fue sustentado por Lenin en el documento "Revisión del programa agrario del Partido" entregado a los delegados.
La esencia del programa agrario de Lenin era la confiscación de los terratenientes y la nacionalización de todas las tierras, lo que significaba que no habría más compra-venta de tierras, la inaltienabilidad del suelo, que era distribuido en usufructo. 
El proyecto de Maslov exigió la municipalización de las tierras expropiadas a los terratenientes, aceptando el pago de un "rescate" por ellas (indemnización), según acuerdo a la correlación de fuerzas, a la vez que se mantenía la pequeña propiedad privada.
Además, un informe complementario Plejánov, quien defendió con algunas modificaciones, el proyecto de Máslov, pero se pronunció por la confiscación y exigió "dejar de temer a la revolución agraria campesina". Schmidt (Rumyántsev), defendió la nacionalización en el espíritu de la versión leninista. Una posición diferente fue presentada por una parte de los delegados bolcheviques, encabezados por Shanin, Borísov y Finn, y entre los cuales estaban Stalin, Matvéiev (Bazárov-Rúdnev) y Sakarélov (N. Sakvarelidze). Eran opuestos a la nacionalización de la tierra y consideraban que simplemente debía ser repartida entre los campesinos como propiedad privada.
Después de una tensa lucha, una escasa mayoría aprobó el programa agrario menchevique de la municipalización de la tierra con algunas enmiendas. Los bolcheviques tuvieron éxito en la inclusión en el programa aprobado por el Congreso de la confiscación de las tierras de los terratenientes, en lugar del "rescate". También el punto de nacionalización del agua y los bosques fue incluido en el programa aprobado. También se aprobó que el partido apoyaría el reparto de tierras de los terratenientes tomadas por los campesinos antes de que la municipalización pudiera concretarse. En una resolución táctica sobre la cuestión agraria, el Congreso insertó un párrafo sobre la organización del proletariado agrícola.

## Otras decisiones
El Congreso decidió la participación en las elecciones de la Duma de Estado y adoptó una resolución sobre el "uso sistemático de todos los conflictos que surgen entre el gobierno y la Duma, así como dentro de la Duma, en interés de la ampliación y profundización del movimiento revolucionario". Muy álgido fue el debate sobre la insurrección de diciembre de 1905 y su significado para la lucha futura por el poder. Plejánov opinaba que "era mejor no haber tomado las armas" y propuso como tarea del movimiento "arrancar los derechos por la fuerza al gobierno", en vez de la fórmula aprobada, propuesta por los mencheviques, "arrancar el poder de manos del gobierno autocrático". No se incluyeron las propuestas bolcheviques sobre la necesidad de la insurrección y sobre los soviets como órganos de nuevo poder. Considerando que habían cesado las condiciones para un levantamiento armado, fue aprobado un llamamiento a los militantes del partido a abstenerse de participar en cualquier acción guerrillera. Finalmente, el Congreso resolvió la cuestión de la unificación con las socialdemocracias de Polonia y Lituania y Letonia, que se unieron al POSDR como organizaciones territoriales. También aprobó un proyecto de fusión con el Bund, pero en una resolución especial aconseja fuertemente contra la organización del proletariado nacional.

## Estatutos
El Congreso concluyó con la aprobación de los nuevos estatutos del partido. El artículo primero correspondía con la formulación de Lenin, defendida por él en el II Congreso y aprobada antes por el III Congreso.

## Comité Central elegido
El Comité Central elegido en el Congreso consistió en siete mencheviques y tres bolcheviques. El comité de redacción del órgano de prensa central fue integrado solo por mencheviques.

## Fracciones
En el congreso hubo una unificación formal después de la división que se produjo en el II Congreso. Reconociendo la unidad organizativa en el POSDR, los bolcheviques se reservaron el derecho a continuar la lucha ideológica con el resto de los socialdemócratas. El principal resultado ideológico del Congreso fue, en palabras de Lenin, "una delimitación clara y definida de las fracciones de la socialdemocracia". Fue concretada la unidad de acción de las organizaciones del partido, pero no una unión real. Los bolcheviques crearon un Comité Central independiente. [2]:
Todavía en 1908, en París, se reunieron mencheviques y bolcheviques en la V Conferencia del POSDR, la cual tuvo mayoría bolchevique y decidió mantener las organizaciones clandestinas del partido.
La escisión definitiva del POSDR se produjo en 1912, en la VI Conferencia Panrusa del POSDR, que se llevó a cabo en Praga con la participación exclusiva de los bolcheviques.